# Фантазии Веснухина
«Фантазии Веснухина» — советский художественный двухсерийный телефильм 1977 года. Премьера фильма состоялась 31 декабря 1977 года по Первой программе ЦТ.

## Сюжет

### Первая серия
Первоклассник Кирилл Илюхин мечтает выступить в цирке со своим рыжим котом Тихоном. Его увлечение доставляет множество хлопот, причём не только дома, но и в школе: несмотря на замечания директора школы Николая Олеговича, мальчик часто берёт Тишку с собой, мотивируя это тем, что дома его не с кем оставить — родители вечно заняты, а бабушка играет на скрипке, от звуков которой у кота «давление поднимается». Кроме того, одноклассники обзывают Кирилла «Веснухиным» из-за обилия веснушек на лице. Единственная, кто сочувствует Кириллу — девочка Лена, его соседка по парте.
Однажды на уроке рисования учительница Анна Ивановна предложила ребятам изобразить то, о чём они мечтают. Илюхин рисует бегущих красных коней и говорит, что это — стихи, текст к которым он ещё не придумал. Одноклассники смеются над Кириллом, а в ответ на замечание учительницы жалуются, что он опять притащил кота. Проходивший мимо директор велит отнести питомца домой и вызвать в школу отца.
Дома Кирилл пытается скрыть веснушки маминым кремом, однако пришедшая к нему в гости Лена говорит, что нашла другой способ, и показывает журнал мод, где на одной из фотографий у женщины есть веснушки, а на другой их уже нет. Но поскольку журнал был на иностранном языке, друзья отправляются за помощью к фотографу дяде Гоше, который знал все языки мира. Фотограф переводит им написанное, и оказалось, что это была реклама косметического карандаша, которым модель нарисовала себе веснушки. Тогда ребята решают вывести веснушки холодом, однако, чтобы убедиться в эффективности метода, они сажают в холодильник Тишку и оставляют там на несколько минут. Метод приносит неожиданный результат: Тихон из рыжего кота превращается в серо-голубого. Шокированные Кирилл и Лена выносят его на улицу, чтобы отогреть.
Тем временем другому однокласснику Илюхина, хулигану Лёне Булину, папа покупает велосипед, и он хвастается им перед своими друзьями — близнецами, постоянно дразнившими Кирилла. Лена и Кирилл показывают им посиневшего Тишку, однако задиры не обращают на них внимания. Разогнавшись, Лёня врезается в проезжавший мимо трамвай. Вожатый ужасно расстраивается, однако его утешает милиционер дядя Стёпа, сказав, что сегодня в город приехал цирк-шапито, и ему удалось взять один билет, который он готов уступить.
На следующее утро родители Кирилла, узнав о его проделках, устраивают сыну допрос, после чего запирают Тихона в клетке. Кирилл вновь несёт кота в класс и пытается его спрятать, однако Булин выхватывает у него клетку и показывает остальным. На уроке староста класса Антон поздравляет одну из учениц — Машу — с днём рождения и просит Кирилла прочитать ей стихи, но тот говорит, что не смог их написать. На вопрос учительницы, почему, Лена добавляет, что его «не осенило», а Булин говорит: «Зато кота осинило!», и вместе с близнецами указывает на клетку с Тишкой. Удивлённая Анна Ивановна тут же сочиняет песенку про голубого кота, и ребята дружно её поют. Неожиданно в класс входит директор и требует объяснить, что происходит. Кирилл, ожидая очередного выговора, уходит с урока.
Чуть позже, гуляя по берегу моря, Кирилл признаётся Лене, что не стал читать стихи, потому что боялся её обидеть. На вопрос Лены, смог бы он посвятить стихи ей, Кирилл отвечает, что сделал это ещё зимой, к 8 марта, пока девочка болела. Вдруг друзья замечают, что за ними кто-то наблюдает. Пытаясь догнать преследователя, Кирилл попадает в шапито, где знакомится с пожилым клоуном. Мальчик делится с ним своими переживаниями, и клоун успокаивает его, после чего приглашает в цирк вместе с котом. Они прощаются, однако их останавливает дядя Гоша с просьбой сделать пару снимков. Клоун соглашается, но также просит сфотографировать его с Кириллом.
Пока герой беседовал с клоуном, Булин, всё это время следивший за ребятами, похищает Тишку. Лена и Кирилл безуспешно пытаются его найти, при этом Кирилл чувствует вину перед котом.

### Вторая серия
Опечаленных Кирилла и Лену встречает дядя Гоша и советует им обратиться в милицию. Как раз в этот момент к ним подходит дядя Стёпа, и ребята сообщают ему о пропаже Тихона. Милиционер обещает, что займётся его поисками, и провожает друзей домой.
Утром Булин, проехав «по короткому пути» через музей, едва не опаздывает на урок литературы, где близнецы сообщают ему о том, что кота ищет милиция. Тем временем дядя Стёпа заходит в зоомагазин, где с удивлением обнаруживает продавца спортивных товаров, продавшего Булиным велосипед. Тот проговаривается, что к нему приходил Лёня и спрашивал, не продаются ли здесь голубые мыши.
Директор школы вызывает к себе в кабинет Лёню, Кирилла и Антона. Кирилл пытается убедить Николая Олеговича в том, что на самом деле встретил клоуна и тот пригласил его выступить в цирке. Дабы доказать свою правоту, он бежит к фотографу, но тот говорит, что ещё не успел проявить снимки. Кирилл умоляет дядю Гошу выдать ему фотографии и забирает их, однако по ошибке показывает директору фото клоуна с обезьянкой Фросей. Узнав о случившемся, Лена обвиняет друга в обмане, и убитый горем Кирилл уходит прочь. Вслед за ним «печалится» весь город: идёт ливень, весёлые мастера бросают работу, и даже трамвай отказывается ехать. Однако, увидев афишу с фотографиями, на одной из которых был запечатлён Кирилл, школьники во главе с Антоном решают извиниться перед ним и даже изъявляют желание прийти к нему на концерт. В этом их поддерживает Анна Ивановна, объяснив детям, что если верить в мечту, совершится чудо.
Ночью ребятам снится, как они выступают на арене цирка вместе с Кириллом, в то время как сам Кирилл слоняется по городу. В конце концов, он возвращается домой, где его уже ждала обеспокоенная бабушка. Обняв внука, она укладывает его спать.
На следующий день Кирилл и Лена приходят в класс, однако никого, кроме учительницы, не обнаруживают. Анна Ивановна сообщает, что Антон увёл ребят на какое-то мероприятие. Друзья бегут к цирку, где видят всех своих одноклассников, рисующих себе веснушки. В это время дядя Стёпа и Анна Ивановна подходят к дому Лёни, но тот прячется.
Первоклашки идут к клоуну и просят принять их в цирк. Однако клоун говорит им, что для того, чтобы выступать на арене, одних только веснушек недостаточно, и нужно не только уметь фантазировать, но и быть добрыми, чуткими, уметь дружить и помогать друзьям в беде. Ребята отправляются на поиски кота.
Устав скрываться, Булин всё же решает вернуть Кириллу Тихона. Посадив кота в авоську, он мчится с ним в школу по привычному маршруту, однако в музее его велосипед ломается, и Лёня, подбежав к окну, просит оказавшегося рядом фотографа «поймать» их. Дядя Гоша, щёлкнув затвором, удерживает выпрыгнувшего Лёню и кота в воздухе, после чего зовёт ребят. Затем он щёлкает ещё раз, однако Тишка не попадает в объектив. На помощь приходит Фрося, которая, вскарабкавшись по верёвке, спускает кота на землю.
Счастливые дети вместе с Анной Ивановной едут на трамвае в цирк, однако прибывают туда лишь ночью. Отчаявшись, они собираются уезжать, как вдруг из цирка выходит клоун и зовёт всех на представление. Пока остальные смотрели выступление эквилибристов, клоун предлагает Кириллу осуществить его мечту. Тот отвечает, что им с Тишкой ещё рано выступать, зато среди них есть мальчик, который выполняет трюки не хуже циркачей, и указывает на Булина. Лёня выходит на арену и катается вместе с артистами на моноцикле под бурные аплодисменты. В конце ребята благодарят клоуна и артистов за чудесное зрелище.

## В ролях
- Евгений Лебедев — Николай Божор, клоун
- Кирилл Полтевский — Кирилл Илюхин («Веснухин»)
- Лена Маслова — Лена Михайлова
- Клара Белова — Анна Ивановна, учительница
- Александр Бениаминов — вагоновожатый
- Сергей Никоненко — отец Кирилла
- Екатерина Воронина — мама Кирилла
- Людмила Иванова — бабушка Кирилла
- Николай Гринько — Степан Степанович (дядя Стёпа), милиционер
- Александр Калягин — Николай Олегович, директор школы
- Игорь Сорокин — Лёня Булин
- Яна Поплавская — Маша
- Дмитрий Волков — Антон Волков, староста класса
- Леонид Каневский — продавец в спортивном магазине и зоомагазине, позже — таксист
- Готлиб Ронинсон — дядя Гоша, фотограф (озвучивание — Георгий Вицин)
- Юрий Волынцев — отец Лёни

## Съёмочная группа
- Автор сценария: Аркадий Млодик
- Режиссёр: Валерий Харченко
- Оператор-постановщик: Элизбар Караваев
- Композитор: Александр Зацепин
- Тексты песен: Леонид Дербенёв, Вадим Левин

## Песни в фильме
В фильме прозвучали песни на музыку Александра Зацепина и стихи Леонида Дербенёва, которые за кадром исполняла Алла Пугачёва: «Куда уходит детство», «Найди себе друга», «Колыбельная», «Посмотрите на кота», «Рисуйте, рисуйте», и песня на стихи Вадима Левина — «Песня о цирке» в исполнении ВИА «Весёлые ребята».
В 2022 году Александром Зацепиным при содействии Малика Аминова был выпущен полноценный саундтрек к фильму с новым сведением и инструментами.

## Награды и призы
Призёр Фестиваля телефильмов стран Содружества (Прага, 1978).